# 41 ق هـ
41 ق هـ هي السنة الحادية والأربعون السابقة للهجرة النبوية، وهي توافق ما بين سنتي 581 و582 حسب التقويم الميلادي، أي أنها بدأت في سنة 581م وانتهت في سنة 582م.